# Massacre de Kachgar des 30 et 31 juillet 2011
Le massacre de 2011 à Kachgar est une série d'attaques à la bombe et à l'arme blanche localisée à Kachgar, Xinjiang, en Chine, durant le 30 et le 31 juillet 2011. Le 30 juillet, deux Ouïghours s'emparent d'une camionnette, tuant le conducteur, et roulent vers les piétons. Les deux hommes descendent de la camionnette et poignardent six individus à mort et en blessent 27 autres. L'un des deux assaillants est tué par la foule ; l'autre est appréhendé. Le 31 juillet, deux explosions retentissent dans un restaurant. Un groupe d’Ouïghours armés tue deux personnes à l'intérieur du restaurant ainsi que quatre autres à l'extérieur, blessant 15 autres victimes. La police abat quatre des assaillants et appréhende le reste du groupe. Le gouvernement chinois affirme que les auteurs prônent le Jihad et que ceux-ci font partie du Parti islamique du Turkestan (MITO).

## Conséquences
Le gouvernement chinois a investigé quant à la cause de la violence et n'a donné aucune réponse immédiate concernant la motivation des assaillants. Cependant, les médias du pays ont confirmé que les suspects étaient bel-et-bien Ouïghours et ont conclu que l'attaque était liée à la précédente (en) qui avait eu lieu quelques années auparavant, et que les assaillants ont trouvé des explosifs et armes à feu depuis la base du MITO au Pakistan. Les suspects qui ont été appréhendés et qui ont admis avoir une liaison avec le MITO, étaient influencés par l'idéologie jihadiste.